# Nötön-Åråsviken
Nötön-Åråsviken este o arie protejată (arie specială de conservare — SAC, sit de importanță comunitară — SCI, arie de protecție specială avifaunistică — SPA) din Suedia întinsă pe o suprafață de 2.188,5 ha, integral pe uscat.

## Localizare
Centrul sitului Nötön-Åråsviken este situat la coordonatele 59°03′54″N 14°03′24″E / 59.065°N 14.0566°E.

## Înființare
Situl Nötön-Åråsviken a fost declarat arie de protecție specială avifaunistică în martie 1996 pentru a proteja 21 de specii de animale. Alte tipuri de protecție:
- sit de importanță comunitară (în ianuarie 2002)
- arie specială de conservare (în martie 2011)[1][3][4]

## Biodiversitate
Situată în ecoregiunea boreală, aria protejată conține 8 habitate naturale: Mlaștini turboase de tranziție și turbării mișcătoare, Taiga vestică, Mlaștini împădurite, Pajiști cu Molinia pe soluri calcaroase, turboase sau argilos-nămoloase (Molinion caeruleae), Păduri caducifoliate de mlaștină fino-scandinave, Păduri acidofile de stejar bătrân cu Quercus robur pe câmpii nisipoase, Fânețe de joasă altitudine (Alopecurus pratensis, Sanguisorba officinalis), Pășuni din zone de pădure fino-scandinave.
La baza desemnării sitului se află mai multe specii protejate:
- păsări (17): rață-cu-cap-castaniu (Aythya ferina), cocoșul de mesteacăn (Bonasa bonasia), buhai de baltă (Botaurus stellaris), erete de stuf (Circus aeruginosus), lebădă de iarnă (Cygnus cygnus), ciocănitoare neagră (Dryocopus martius), muscar (Ficedula parva), cocor (Grus grus), sfrâncioc roșiatic (Lanius collurio), ferestraș mic (Mergus albellus), ferestrașul mare (Mergus merganser), vultur pescar (Pandion haliaetus), viespar (Pernis apivorus), cresteț pestriț (Porzana porzana), chiră de baltă (Sterna hirundo), Sterna paradisaea, cocoșul de mesteacăn (Tetrao tetrix tetrix)
- nevertebrate (3): Dytiscus latissimus, Graphoderus bilineatus, libelule (Leucorrhinia pectoralis)
- pești (1): avat (Aspius aspius)